# Groswin

Wappen der „Herzöge von Groswin“ aus dem Codex Gelre

Burgwall Groswin in PUM 1835

Groswin ist der Name einer ehemaligen Burg und der umliegenden Provinz im Bereich südlich der Peene. Sie befand sich wahrscheinlich  zwischen Stolpe an der Peene und Anklam. Die genaue Lage ist nicht bekannt. Johannes Micraelius vermutete sie in der Nähe des Stolper Ortsteils Neuhof. Anderen Thesen nach befand sich die Burg in der Nähe von Grüttow, Görke oder Müggenburg.
In der auf das Jahr 946 datierten Stiftungsurkunde des Bistums Havelberg wurde das Land Groswin als Brothwin erstmals urkundlich erwähnt. Allerdings gilt diese Urkunde heute vermutlich als Fälschung.
Lässt man diese umstrittene Urkunde außer Acht, ist die nächste und dann damit erste Urkunde von 1136 mit dem Namen Groswine.
Erstmals urkundlich als Burg bezeichnet wurde Groswin mit der Bezeichnung Groswim 1140 bei der Festlegung der Grenzen des pommerschen Bistums durch Papst Innozenz II.
Die provincia und das castrum Groswin bildeten das östlichste Zentrum im mittleren Peeneraum. Über Groswin wurde im Zusammenhang mit den Kriegszügen Waldemar I. von 1164 und 1174 berichtet. 1185 wurde Groswin von den Dänen unter Knut VI. und deren rügischen Verbündeten zerstört.
Im Jahr 1234 wurde Groswin letztmals urkundlich erwähnt und ein Kastellan namens Jacobus genannt. Teile des Landes Groswin und der Zehnt aus diesem Gebiet waren bereits im 12. Jahrhundert dem Kloster Stolpe übereignet worden. Die Bedeutung Groswins sank mit dem Aufstieg Anklams im 13. Jahrhundert vom Marktflecken zur Hansestadt.
In dem Codex Gelre, einem Wappenbuch aus dem Ende des 14. Jahrhunderts, ist ein Wappen der „hertoge va groetswün“, also wohl der „Herzöge von Groswin“, abgebildet. Damit dürfte eine Seitenlinie des in Pommern regierenden Greifenhauses gemeint sein, die in Groswin residierte oder der Groswin zumindest gehörte. In Betracht kommt etwa Herzog Bogislaw VII. († 1404), ein jüngerer Bruder des regierenden Herzogs Swantibor III. (~1351–1413). 
Der Burgwall unweit westlich von Neuhof am südlichen Hochufer wurde 1835 im Preußischen Urmeßtischblatt mit „Grosswin“ bezeichnet, Kunkel nennt ihn ebenfalls 1932 in seinem Burgwallregister mit „Groswin“. Oberflächenfunde datieren den Burgwall in die Mittelslawische Zeit. Der Burgwall ist registriertes Bodendenkmal.